# Pete's Pants
Pete's Pants è un cortometraggio muto del 1917 diretto da Wallace Beery e Roy Clements. Fa parte di una serie di pellicole di genere western comico prodotte dalla Essanay che avevano come protagonista il personaggio di Mustang Pete, impersonato da Harry Todd.

## Produzione
Il film fu prodotto dalla Essanay Film Manufacturing Company con il titolo di lavorazione Snakeville's Debutantes. Venne girato a Niles. Gilbert M. 'Broncho Billy' Anderson, fondatore della casa di produzione Essanay (che aveva la sua sede a Chicago), aveva individuato nella cittadina californiana di Niles il luogo ideale per trasferirvi una sede distaccata della casa madre. Niles diventò, così, il set dei numerosi western prodotti dalla Essanay.

## Distribuzione
Distribuito dalla General Film Company, uscì nelle sale cinematografiche USA il 28 luglio 1917. Non si conoscono copie ancora esistenti della pellicola che viene considerata presumibilmente perduta.